# Les Sénégalaises et la Sénégauloise
Pour plus de détails, voir Fiche technique et Distribution.
Les Sénégalaises et la Sénégauloise est un  documentaire réalisé  en 2007 par Alice Diop.

## Synopsis
La réalisatrice Alice Diop est née en France, de parents sénégalais. En passant un mois au Sénégal, munie d’une caméra, elle filme la vie sur place et brosse le portrait de trois femmes de sa famille : Néné et ses deux filles Mouille et Mame Sarr.

## Fiche technique
- Réalisation : Alice Diop
- Montage : Amrita David
- Image : Alice Diop
- Son : Alice Diop
- Société de production : Point du jour international

## Commentaire
Avec ce film, Alice Diop propose une réflexion sur ses propres racines. Elle estime que la cour visible dans le film « est un peu la métaphore du gynécée au Sénégal : un espace cloisonné, exclusivement féminin, où, face à l’adversité du quotidien, certaines luttent, tentent de se battre quand d’autres attendent, lézardent et rêvent de partir ».